# Akropolis-Turnier 2002
Die 16. Auflage des Akropolis-Basketball-Turniers 2002 fand zwischen dem 14. und 16. Juni 2002 im Vorort Marousi von Athen statt. Ausgetragen wurden die insgesamt sechs Spiele in der Olympiahalle.
Neben der gastgebenden Griechischen Nationalmannschaft nahmen auch die Nationalmannschaften aus Italien und Litauen teil. Das Teilnehmerfeld komplettierte die Nationalmannschaft aus Kroatien die erstmals am Turnier teilnahm.
Zu den Stars des Akropolis-Turniers 2002 gehörten neben den Griechen Dimitrios Diamantidis und Theodoros Papaloukas sowie Arvydas Macijauskas und Ramūnas Šiškauskas aus Litauen.
Als MVP des Turniers wurde der Grieche Antonios Fotsis ausgezeichnet.

## Begegnungen
| 14. Juni 2002 | Litauen      | 94 - 82 | Kroatien     |
| 14. Juni 2002 | Griechenland | 64 - 66 | Italien      |
| 15. Juni 2002 | Kroatien     | 71 - 84 | Griechenland |
| 15. Juni 2002 | Italy        | 62 - 73 | Litauen      |
| 16. Juni 2002 | Kroatien     | 79 - 95 | Italien      |
| 16. Juni 2002 | Griechenland | 78 - 44 | Litauen      |

## Tabelle
| Rang | Land         | Punkte | Körbe   |
| ---- | ------------ | ------ | ------- |
| 1    | Griechenland | 5      | 226-181 |
| 2    | Litauen      | 5      | 211-222 |
| 3    | Italien      | 5      | 223-216 |
| 4    | Kroatien     | 3      | 232-273 |